# NGC 6075
NGC 6075 (również IC 4594 lub PGC 57426) – galaktyka eliptyczna (E-S0), znajdująca się w gwiazdozbiorze Herkulesa. Odkrył ją Édouard Jean-Marie Stephan 27 czerwca 1881 roku.